# Анжелюс
«Анжелюс» (фр. L'Angélus, Ангел Господній або «Молитва задля врожаю картоплі») — картина французького художника Франсуа Мілле, написана у 1857 році. Зберігається в Музеї д'Орсе в Парижі.

## Замовник
Замовником картини був американець Томас Г. Епплтон. Він побачив вже готову картину з назвою «Анжелюс» і побажав змінити назву картини на «Молитва задля врожаю картоплі» та додати до композиції вежу сільської церкви. Художник виконав побажання замовника, тим паче що вони і не змінювали значно ні сам лад твору, і не погіршували композицію картину через додатки (кошик з картоплею).

## Опис полотна
На тлі пустельного, рівнинного пейзажу Нормандії височать дві фігури французьких селян. На поле долетіли звуки дзвону сільської церкви, що запросили селян до молитви. Поряд з ними візок і кошик з картоплею. Це й визначило зміну назви твору на «Молитву задля врожаю картоплі». Але це був лише перший шар змісту картини.

## Підозри і дослідження
У картини виявилися свої вороги і палкі прихильники. Вороги закидали політичну ангажованість художника і його твору. 
Серед палких прихильників твору був і іспанський художник Сальвадор Далі. Він навчався в школі, стіну якої і прикрашала репродукція твору Мілле. Практично майбутній художник виріс під флюїдами полотна з селянською тематикою. Фігури картини надихнули його на власні інтерпретації образів полотна, в тому числі в напрямку сюрреалізму. Зацікавив Далі і надзвичайний смуток селянського подружжя під час молитви. Він звернувся до адміністрації музею Лувр з проханням зробити і надіслати йому рентгенограми полотна. Рентгенограми зробили. І виявилося, що первісно це не була молитва за врожай картоплі, а поховання молодим подружжям дитини-немовляти. Звідси такий сум і горе в фігурах селян, що ховають дитину.

## Подальша історія
Картина декілька разів змінювала власників і була викуплена до Франції. Так один з капітальних творів французького майстра повернувся на батьківщину, яка через бурхливу історію втратила безліч пам'яток свого культурного надбання.